# Нетцер, Иоганн Йозеф
Иоганн Йозеф Нетцер (нем. Johann Josef Netzer; 18 марта 1808, Цамс — 28 мая 1864, Грац) — австрийский композитор.
Учился музыке в Инсбруке, затем в Вене, в том числе под руководством Симона Зехтера. В 1838 г. успешно дебютировал как симфонист, в 1841 г. с успехом была представлена опера Нетцера «Мара». С 1846 г. дирижёр в венском Театре ан дер Вин, с 1849 года работал в Майнце и затем Лейпциге, в 1853—1861 гг. в Музыкальном обществе Штирии в Граце. Был дружен с Францем Шубертом, наряду с Иоганном Руфиначей считался одним из крупнейших австрийских симфонистов. В начале 1860-х гг. был учителем Ильмы ди Мурска.